# Antisanti
Antisanti ist eine Gemeinde mit 579 Einwohnern (Stand 1. Januar 2022) im Département Haute-Corse auf der französischen Insel Korsika.

## Geografie
Antisanti liegt auf einer Höhe von 657 Metern über dem Meeresspiegel 57 Kilometer nordöstlich von Ajaccio, dem Hauptort der Region Korsika. Die Ortschaft ist von den Nachbargemeinden Casevecchie, Giuncaggio und Pietroso umgeben. Das Gemeindegebiet hat eine Fläche von 47,95 Quadratkilometern und wird im Norden durch das Tal des Tavignano begrenzt. Der Weiler Pietre Bianche gehört zur Gemeinde.

## Geschichte
Antisanti wurde gegründet, als Korsika ein Lehen Pisas (1077–1284) war. Der Chronist Giovanni Della Grossa (1388–1464) erwähnte die Ortschaft. 1564 unterstützte die Ortschaft den Freiheitskämpfer Sampiero Corso (1497–1567) in seinem Kampf gegen die Republik Genua. Genueser Truppen plünderten und brandschatzten daraufhin die Ortschaft. 1729 hatte Antisanti 38 Haushalte (feu fiscal). 1762 war Antisanti Schauplatz eines Scharmützels zwischen Rebellen und Genueser Truppen, die Ortschaft wurde daraufhin in Brand gesteckt und 1763 von Genueser Truppen besetzt. 1770 hatte der Ort 189 Einwohner. Um 1900 gab es in Antisanti 159 Wohnhäuser, 26 Brotbacköfen, 6 Ölpressen und 3 Mühlen.

### Bevölkerungsentwicklung
| Jahr      | 1962 | 1968 | 1975 | 1982 | 1990 | 1999 | 2007 | 2016 |
| --------- | ---- | ---- | ---- | ---- | ---- | ---- | ---- | ---- |
| Einwohner | 293  | 486  | 534  | 661  | 500  | 418  | 378  | 507  |

## Sehenswürdigkeiten
Die Kirche Saint-Pierre-aux-Liens von Antisanti wurde 1894 im Stil des Barock erbaut. Das älteste Haus in Antisanti ist das Casa Pietrana, es ist mit einem Relief aus dem 14. Jahrhundert dekoriert.

## Wirtschaft
Der wichtigste Erwerbszweig in Antisanti ist der Anbau von Zitruspflanzen, besonders von Clementinen. 40 Prozent der französischen Clementinenproduktion stammt aus Antisanti. Im Weiler Pietre Bianche wird vor allem Viehzucht betrieben. Weitere Erwerbszweige sind der Anbau von Getreide und Weinbau. Auf dem Gemeindegebiet gelten kontrollierte Herkunftsbezeichnungen (AOC) für Brocciu, Honig (Miel de Corse - Mele di Corsica), Olivenöl (Huile d’olive de Corse - Oliu di Corsica), Kastanienmehl (Farine de châtaigne corse - Farina castagnina corsa) und Wein (Vin de Corse und Corse blanc, rosé oder rouge) sowie geschützte geographische Angaben (IGP) für Clementinen (Clémentine de Corse) und Wein (Ile de Beauté blanc, rosé oder rouge und Méditerranée blanc, rosé und rouge).
In Antisanti gibt es mehrere Geschäfte, Handwerksbetriebe und ländliche Herbergen.

## Persönlichkeiten
- Georges Benedetti (1930–2018), Politiker